# 美國國家航空諮詢委員會
國家航空諮詢委員會（英語：National Advisory Committee for Aeronautics，縮寫：NACA）是於1915年3月3日成立的美國聯邦政府機構，負責航空科學研究的執行、促進與制度化。由於進入太空競賽時代，美國聯邦政府於1958年10月1日將NACA解散，並將其設備、資產與人員轉移至新創立的國家航空暨太空總署（NASA）。NACA的讀音是每個字母單獨發音，而不是首字母縮略字，視為一個單字的發音方式。
NACA的名字在汽車界與航空界仍然很常見，例如汽車的進氣導管有稱為NACA導管的，或是飛機上常用的NACA翼型、NACA整流罩等仍被用於新設計上。

## 源起

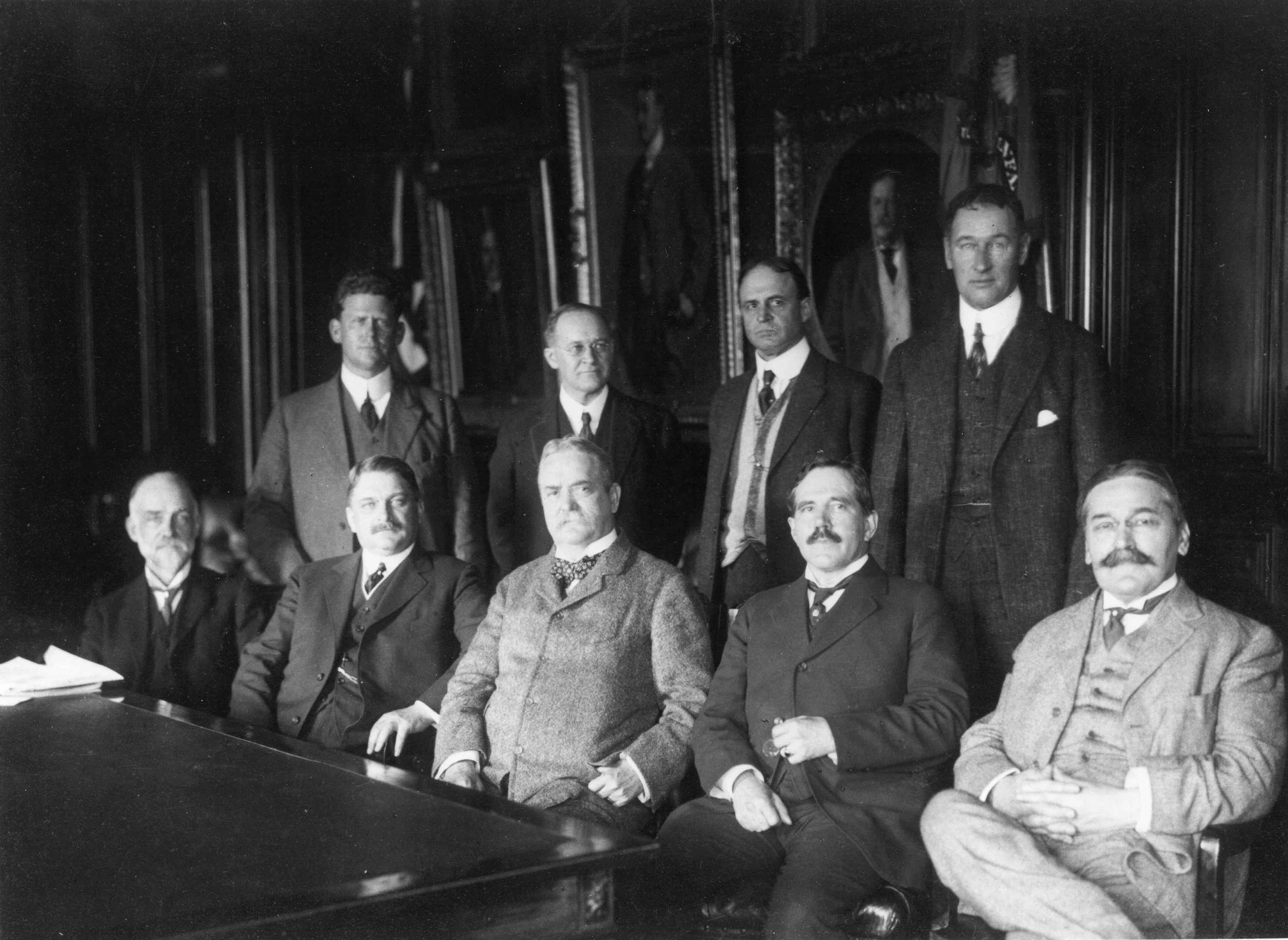
1915 年 4 月 23 日，NACA 在战争部长办公室召开第一次会议

NACA開始於一個促進產官學界就戰爭相關計劃進行合作的緊急措施，並且參考了幾個歐洲國家的相似組織，例如法國（L'Établissement Central de l'Aérostation Militaire，現在的Office National d'Études et de Recherches Aérospatiales）、德國（Aerodynamical Laboratory of the University of Göttingen）、或俄國（Aerodynamic Institute of Koutchino），影響最大的則是連名字都幾乎一樣的英國「航空諮詢委員會」（Advisory Committee for Aeronautics）。
1912年12月，時任美國總統的威廉·霍华德·塔夫脱指派華盛頓卡內基學會（Carnegie Institution of Washington）總裁的Robert S. Woodward主持國家航空動力實驗室委員會（National Aerodynamical Laboratory Commission），相關法規在1913年1月於參眾兩院提出，但在投票中失利而未獲核准。
Charles D. Walcott──於1907年到1927年擔任史密森尼学会會長──接收其成果，於1915年1月，參議員Benjamin R. Tillman與眾議員Ernest W. Roberts提出與Walcott的概述相同的方案。此一委員會的功能是「管理與指引飛行問題的科學研究並包含實務解決方案的看法，與判定必須實驗驗證、討論其結果及實際應用的問題」。時任助理海軍部長的小羅斯福曾寫道他「衷心地贊同」此一法案所根基的原則。之後Walcott提出加入海軍撥款書的建議。
NACA設立案通過差點錯過了加入1915年3月海軍撥款書追加條款，委員會的12人──均為無給──得到編列了每年5000元的預算。
威爾遜總統在第63屆參議院的最後一天簽署了法案，國家諮詢委員會正式成立。參議院的說明書敘述：「......管理與指引飛行問題的科學研究並包含實務解決方案的看法......是國家航空諮詢委員會的任務......」

## 轉換為NASA

### 太空科技特別委員會
1957年11月21日，時任NACA主任的Hugh Dryden，成立了太空科技特別委員會。由於其主席Guyford Stever的緣故，該委員會也被暱稱為「Stever委員會」，任務是在聯邦政府的各個部門、私營公司以及美國的大學和NACA的目標之間居中協調，利用各家的專長來開發太空計劃。
當時任職於陸軍彈道飛彈署的華納·馮·布朗博士已經準備好於1956年將木星-C探空火箭發射升空，而後卻又推遲；而當時的蘇聯政府又將在1957年10月時發射史普尼克一號衛星。
基於以上種種，Dryden在1958年1月14日發布了「國家太空科技研究計劃」，當中聲明：

## NASA諮詢協調會
1958年NASA成立後NACA也隨之解散，而其研究機構包括Ames研究中心、Lewis研究中心、蘭利航空實驗室等，也與美國陸軍及海軍等的一些單位一起併入新部門。1967年，國會指示NASA成立航太安全諮詢小組（Aerospace Safety Advisory Panel，ASAP），以提供太空計劃的安全性與風險的評估建議。另外還有太空計劃諮詢會議（Space Program Advisory Council）及研究與科技諮詢會議（Research and Technology Advisory Council）等機構。1977年，這些機構全部整合為NASA諮詢委員會（NASA Advisory Council，NAC），繼承了NACA的功能。

## NACA風洞列表
NACA的第一個風洞在1920年6月11日正式落成於蘭利，這是現在許多著名的NACA與NASA風洞中的第一個。雖然這個風洞並不獨特或先進，它仍讓NACA的工程師與科學家們能夠發展與測試最新最先進的空氣動力學概念，並提昇未來的風洞設計。
1. 5ft Atmospheric wind tunnel (1920)
2. Variable density wind tunnel (1922)
3. Propeller research tunnel (1927)
4. 11in High speed wind tunnel (1928)
5. 5ft Vertical wind tunnel (1929)
6. 7x10ft Atmospheric wind tunnel (1930)
7. Full scale 30x60ft Atmospheric wind tunnel (1931)

## NACA主席列表
| 任次 | 肖像                      | 姓名                                         | 任期      | 时任总统               | 时任总统      |
| ---- | ------------------------- | -------------------------------------------- | --------- | ---------------------- | ------------- |
| 1    | George P. Scriven         | George P. Scriven （美国陆军准将）           | 1915–1916 |                        | 伍德罗·威尔逊 |
| 2    | William F. Durand         | William F. Durand(斯坦福大学）               | 1916–1918 |                        | 伍德罗·威尔逊 |
| 3    | John R. Freeman           | John R. Freeman                              | 1918–1919 |                        | 伍德罗·威尔逊 |
| 4    | Charles Doolittle Walcott | 查尔斯·都利特·沃尔科特（史密森尼学会）       | 1920–1927 |                        | 伍德罗·威尔逊 |
| 4    | Charles Doolittle Walcott | 查尔斯·都利特·沃尔科特（史密森尼学会）       | 1920–1927 | 沃伦·哈定              |               |
| 4    | Charles Doolittle Walcott | 查尔斯·都利特·沃尔科特（史密森尼学会）       | 1920–1927 | 卡尔文·柯立芝          |               |
| 5    | Joseph Sweetman Ames      | Joseph Sweetman Ames（约翰斯·霍普金斯大学）  | 1927–1939 |                        |               |
| 5    | Joseph Sweetman Ames      | Joseph Sweetman Ames（约翰斯·霍普金斯大学）  | 1927–1939 | 赫伯特·胡佛            |               |
| 5    | Joseph Sweetman Ames      | Joseph Sweetman Ames（约翰斯·霍普金斯大学）  | 1927–1939 | 富兰克林·德拉诺·罗斯福 |               |
| 6    | Vannevar Bush             | 万尼瓦尔·布什（卡内基科学研究所）            | 1940–1941 |                        |               |
| 7    | Jerome C. Hunsaker        | Jerome C. Hunsaker（海军上校，麻省理工学院） | 1941–1956 |                        |               |
| 7    | Jerome C. Hunsaker        | Jerome C. Hunsaker（海军上校，麻省理工学院） | 1941–1956 | 哈里·S·杜鲁门          |               |
| 7    | Jerome C. Hunsaker        | Jerome C. Hunsaker（海军上校，麻省理工学院） | 1941–1956 | 德怀特·艾森豪威尔      |               |
| 8    | James H. Doolittle        | 詹姆斯·哈罗德·杜立特（空军中将，壳牌石油）   | 1957–1958 |                        |               |

## 外部連結
- The NASA Technical Reports Server provides access to a collection （页面存档备份，存于） of 14,469 NACA documents dating from 1917.
- U.S. Centennial of Flight Commission - The National Advisory Committee for Aeronautics (NACA)
- More information on NACA airfoil series （页面存档备份，存于）
- From Engineering Science to Big Science - The NACA and NASA Collier Trophy Research Project Winners, Edited by Pamela E. Mack（页面存档备份，存于）

## 延伸閱讀
- John Henry, et al.  Orders of Magnitude: A History of the NACA and NASA, 1915-1990 （页面存档备份，存于）.
- Alex Roland. Model Research: The National Advisory Committee for Aeronautics, 1915-1958. （页面存档备份，存于）
- Michael H. Gorn, Expanding the envelope - Flight Research at NACA and NASA.